# Velike Lašče
Velike Lašče so gručasto središčno naselje z nekaj nad 70 prebivalci, sedež istoimenske občine. Nahajajo se sredi večinoma kmetijskega območja, na nižji vzpetini, ob glavni cesti Škofljica–Kočevje. 
Po naselju se imenuje Velikolaška pokrajina, ki je zaradi vložkov neprepustnih kamnin in prevladujočih triasnih dolomitov neprepusten svet sredi obsežne zakrasele okolice. V kraju se odcepita cesti proti Podsmreki in Mali Slevici oziroma proti številnim drugim vasicam na tem razmeroma gosto poseljenem območju. V okolici so manjši zaselki »Kijani«, »Sela« in »Pod Kolodvorom«, kjer je železniško postajališče ob nekoliko na vzhod pomaknjeni progi Grosuplje–Kočevje. Ob glavni cesti je globok kraški dol s potokom Šumnikom, na južnem robu naselja pa ponika potok Cereja.
V Velikih Laščah sta oddelek Zavoda za gozdove Slovenije in kmetijska zadruga, ki ima široko razpredeno mrežo kooperantov za izdelavo suhe robe, včasih pa sta bili tudi tovarna kovinskih izdelkov Igo, sirarna Ljubljanskih mlekarn,
Na trgu pred cerkvijo je spomenik pisatelju Franu Levstiku iz leta 1889, ki ga je ustvaril Franc Jontez.

## Zgodovina
Velike Lašče se prvič omenjajo leta 1145 v listini oglejskega patriarha Peregrina, ustanovitelja stiškega samostana, kot »villa Lasis«. Pristavo v Laščah je stiškemu samostanu podaril eden izmed gospodov Višnjegorskih.
Izraz villa, ki je latinski, pomeni veliko kmetijo, kakršne so ustanavljali kralji in drugi posvetni in cerkveni mogočneži, da bi jim prinašale dohodke. Drugi del Lasis pomeni krčevino oziroma laze, saj je naselbina nastala na izkrčeni površini. V stiškem urbarju iz leta 1505 so Lašče poimenovane nemško »Groslasitsch«, oziroma »Grosslaschitz«. 
Prvotne Lašče so stale na Selih, ob stari rimski cesti (blizu današnje železniške postaje). Tu naj bi stala tudi že cerkvica za prvotne prebivalce. Leta 1469 so Lašče na Selih požgali Turki, ki so uničili tudi večino vasi med Igom in Kočevjem. Po požigu so začele nastajati druge Lašče na današnji lokaciji. Nastale so v zaščiti hrastovega gozda »Ščita«.Temu delu kraja še danes pravijo tako. Turški napadi so se vrstili še naprej, zato je stiški opat naročil, da se cerkev v Laščah zavaruje z obzidjem. Okoli cerkve je nastal tabor, kamor so se ljudje zatekli pred nevarnostjo. Znotraj tabora je bilo tudi pokopališče. Stiški samostan je leta 1658 zaradi slabega gospodarjenja začel opuščati svoje posestvo. Prodal ga je ortneškemu graščaku Lichtenbergu. Leta 1749 pa so Lašče prišle v posest turjaških grofov.
V času Ilirskih provinc je prišlo v Velikih Laščah do spopada med avstrijsko četo in francoskimi vojaki. Francoski general je bil ravno pri obedu, ko je napadla avstrijska vojska. Francosko vojsko so razkropili in nagnali v beg. Ta beg so Avstrijci poimenovali »zajčji lov«, ker je moral sovražnik tako hitro bežati, največ skozi goščavo in hribovje. 
Velike Lašče je leta 1857 prizadel hud požar. Zgorelo je 44 hiš in 80 gospodarskih poslopij. Nove hiše, ki so nastale na pogorišču so bile vse zidane. Iz tega časa izhaja današnja dvostolpna župnijska cerkev Marijinega rojstva zgrajena v novoromanskem slogu. 10 let pozneje so podrli tabor okoli cerkve. Z materialom tabora so nasuli trg. 
Leta 1913 so Lašče postale trg. Dobile so tudi svoj grb, na katerem je bil upodobljen vzpenjajoči se srebrni pegaz, ki ponazarja pesniški in pisateljski utrip teh krajev. 
Ob začetku druge svetovne vojne na Slovenskem, so aprila 1941 Velike Lašče zasedli Italijani. Tu je bila močna italijanska posadka, utrjena z bunkerji in obdana z bodečo žico. Ljudje so na začetku v večini podpirali Osvobodilno fronto. V Velikih Laščah je bil ustanovljen rajonski odbor OF. Na partizanske akcije (napad na karabinjersko postajo v Turjaku in drugje) so Italijani odgovarjali s požigi okoliških vasi, zapiranjem prebivalcev in streljanjem talcev. Ob stopnjevanju partizanskega nasilja so začele po okoliških vaseh nastajati vaške straže. V samih Laščah vaška straža ni bila ustanovljena. Leta 1942 je v Ljubljanski pokrajini izbruhnila državljanska vojna med partizani in protikomunistično usmerjenimi skupinami. Terjala je veliko število žrtev na velikolaškem območju.
Po italijanski kapitulaciji, leta 1943 so se oddelki vaških straž iz Dobrepolja in Ribnice zbrali v Velikih Laščah, od koder so odšli na Turjak. Turjaški grad so zavzeli partizani in ujete odpeljali v Velike Lašče. Tu so jih zaprli v skladišča pri železniški postaji, ki so služila kot zapor za nasprotnike komunizma. Nekaj izmed ujetnikov je bilo ustreljenih v bližnjem gozdu, večino so odpeljali v Kočevski Rog.
Konec novembra leta 1943 je bila v Laščah ustanovljena domobranska postojanka pod nemškim okriljem. Postojanko so partizani uničili. Kmalu je bila postojanka obnovljena, zdržala je do maja 1945, ko so enote 15. in 18. divizije JA osvobodile Lašče.
Po vojni so bile Velike Lašče obnovljene. Zaslovele so predvsem po Primožu Trubarju, Franu Levstiku, Josipu Stritarju in v naselju rojenem Jožetu Javoršku. Zaradi teh znamenitih mož, ki so se rodili v kraju in bližnji okolici, so dobile vzdevek slovenske Atene.